# Cantharis rifensis
Cantharis rifensis là một loài bọ cánh cứng trong họ Cantharidae. Loài này được Kocher miêu tả khoa học năm 1961.